# Großsteingräber bei Drögennottorf
Die Großsteingräber bei Drögennottorf waren mehrere megalithische Grabanlagen unbekannter Zahl der jungsteinzeitlichen Trichterbecherkultur bei Drögennottorf, einem Ortsteil von Römstedt im Landkreis Uelzen (Niedersachsen). Sie wurden im 19. Jahrhundert zerstört. Die Gräber befanden sich nordwestlich des Ortes in der Nähe des Wiebeck und bildeten dort gemeinsam mit mehreren Grabhügeln eine Gruppe. Sie wurden in den 1840er Jahren durch Georg Otto Carl von Estorff dokumentiert, aber nicht näher beschrieben. Über Ausrichtung, Maße und Grabtyp liegen keine Informationen vor.